# William McIlvanney
William McIlvanney, né le 25 novembre 1936 à Kilmarnock, dans la région de l'East Ayrshire, en Écosse, et mort le 5 décembre 2015 à Glasgow, est un poète et un écrivain écossais, auteur de roman policier.

## Biographie
Enfant doué pour les études, il est le fils d'un mineur qui l'encourage à recevoir une éducation de haut niveau dont il a toujours regretté de ne pas avoir lui-même bénéficié.
Après des études supérieures à l'université de Glasgow, il devient en 1960 directeur des études d'un établissement scolaire de la petite ville écossaise d'Irvine. En 1970, il est professeur d'anglais à l'université de Grenoble et en Écosse, puis enseigne la création littéraire en 1972. Adjoint du recteur d'une école d'Irvine de 1973 à 1975, il choisit de se consacrer à temps plein à l'écriture après le succès de Docherty (1975), un roman social sur la vie des mineurs du début du XXe siècle récompensé du prix Whitbread. En 1996, il publiera The Kiln, un récit centré sur le petit-fils du héros de Docherty
Ses œuvres littéraires sont influencées par Albert Camus et le philosophe danois Søren Kierkegaard, deux auteurs que McIlvanney a beaucoup lus pendant ses études. Son premier roman, Remedy is None (1966), remporte le Geoffrey Faber Memorial Prize en 1967. Le second, intitulé A Gift from Nessus (1968), décroche un prix du Scottish Arts Council. L'écrivain aborde le roman policier, et plus précisément le roman noir, dans les années 1970. Trois de ses romans policiers, qui obtiennent un gros succès, mettent en scène le détective Jack Laidlaw : Laidlaw (1977), Les Papiers de Tony Veitch (The Papers of Tony Veitch, 1983) et Étranges Loyautés (Strange Loyalties, 1991), auquel il convient d'ajouter Big Man (1985), dont la fin devient l'un des éléments de l'enquête de Laidlaw dans Étranges Loyautés. C'est d'ailleurs dans cet ordre chronologique que l'éditeur Rivages a publié la série.
McIlvanney a également signé trois recueils de poésie et Walking Wounded, un recueil de nouvelles publié en 1989, qui est lauréat du Glasgow Herald People's Prize 1990. De ce recueil, la nouvelle intitulée Dreaming est adaptée par l'auteur pour servir de scénario à un épisode (Dreaming, saison 7, épisode 11) de la série télévisée britannique Screen Two (en).

## Œuvres

### Romans

#### SérieInspecteur Jack Laidlaw
- Laidlaw (1977) Publié en français sous le titre Laidlaw, traduit par Jan Dusay, Paris, Fleuve noir, coll. « Engrenage international » no 83, 1983 ; réédition, Paris, Payot & Rivages, coll. « Rivages/Noir » no 24, 1987
- The Papers of Tony Veitch (1983) Publié en français sous le titre Les Papiers de Tony Veitch, traduit par Jan Dusay, Paris, Fleuve noir, coll. « Engrenage international » no 107, 1984 ; réédition, Paris, Payot & Rivages, coll. « Rivages/Noir » no 23, 1987
- Strange Loyalties (1991) Publié en français sous le titre Étranges Loyautés, traduit par Freddy Michalski, Paris, Payot & Rivages, coll. « Rivages/Noir » no 139, 1992
- The Dark Remains (2021) Publié en français sous le titre Rien que le noir, terminé par Ian Rankin, Paris, Payot & Rivages, coll. « Rivages/Noir », 2022, (roman posthume)

#### Autres romans
- Remedy is None (1966)
- A Gift from Nessus (1968)
- The Longships in Harbour (1970)
- Docherty (1975) Publié en français sous le titre Docherty, traduit par Freddy Michalski, Paris, Payot & Rivages, coll. « Rivages/Ecrits noirs », 1999
- These Words: Weddings and After (1984)
- The Big Man (1985)Publié en français sous le titre Big Man, traduit par Freddy Michalski, Paris, Payot & Rivages, coll. « Rivages/Noir » no 90, 1990
- In Through the Head (1988)
- The Kiln (1996)
- Weekend (2006)

### Recueil de nouvelles
- Walking Wounded (1989)

### Nouvelles
- Waving (1989)
- Performance (1989)
- On the Sidelines (1989)
- Death of a Spinster (1989)
- The Prisoner (1989)
- Homecoming (1989)
- At the Bar (1989)
- In the Steps of Spartacus (1989)
- Sentences (1989)
- Getting Along (1989)
- Mick's Day (1989)
- Tig (1989)
- Beached (1989)
- How Many Miles to Babylon? (1989)
- Callers (1989)
- End Game (1989)
- Hullo Again (1989)
- Holing Out (1989)
- Deatwatch Beetle (1989)
- Dreaming (1989)

### Poésie
- Longships in Harbour (1970)
- Landscapes and Figures (1973)
- Surviving Wounded (1991)

### Autres publications
- Growing Up in the West (1970), essai publié dans l'anthologie collective Memoirs of a Modern Scotland
- Shades of Grey – Glasgow 1956-1987 (1990)
- Surviving the Shipwreck (1991), recueil d'essais, dont un sur T. S. Eliot

## Filmographie

### Adaptations

#### Au cinéma
- 1990 : The Big Man (The Big Man), film britannique réalisé par David Leland, d'après le roman homonyme. Liam Neeson est dans le rôle de Danny Scoular, un mineur au chômage contraint de s'adonner au pugilat pour nourrir sa famille.

#### À la télévision
- 1991 : Dreaming, épisode de la série télévisée britannique Screen Two, réalisé par Mike Alexander, sur un scénario signé par William McIlvanney à partir de sa propre nouvelle éponyme tirée du recueil Walking Wounded

## Prix et distinctions

### Prix
- Prix Silver Dagger 1977 pour Laidlaw[2]
- Prix Silver Dagger 1983 pour The Papers of Tony Veitch[2]

### Nominations
- Prix Edgar-Allan-Poe 1978 du meilleur roman pour Laidlaw[3]
- Prix Edgar-Allan-Poe 1984 du meilleur roman pour The Papers of Tony Veitch[3]

## Sources
- Claude Mesplède (dir.), Dictionnaire des littératures policières, vol. 2 : J - Z, Nantes, Joseph K, coll. « Temps noir », 2007, 1086 p. (ISBN 978-2-910-68645-1, OCLC 315873361), p. 133-134 (Jack Laidlaw) et 266-267 (McIlvanney).